# Sam Esmail
Sam Esmail (Hoboken, 17 de setembro de 1977), é um roteirista, diretor e produtor de televisão e cinema egípcio-americano. Ele é mais conhecido como o criador da série de televisão Mr. Robot.

## Biografia
De ascendência egípcia, Esmail nasceu em Hoboken, New Jersey. Frequentou a Universidade de Nova York até ser expulso por causa de um incidente no laboratório de informatica, formou-se no Tisch School of the Arts de Nova Iorque. Recebeu o título de Master of Fine Arts no AFI Conservatory de Los Angeles.

## Filmografia
| Ano  | Titulo                 | Creditado como | Creditado como | Notas                        |
| Ano  | Titulo                 | Diretor        | Roteirista     | Notas                        |
| ---- | ---------------------- | -------------- | -------------- | ---------------------------- |
| 2014 | Comet                  | Sim            | Sim            | Estreia como diretor         |
| 2014 | Mockingbird            |                | Sim            | Roteirista com Bryan Bertino |
| 2023 | Leave The World Behind | Sim            | Sim            |                              |

### Televisão
| Ano           | Titulo     | Creditado como | Creditado como | Creditado como     | Notas                                                    |
| Ano           | Titulo     | Roteirista     | Diretor        | Produtor Executivo | Notas                                                    |
| ------------- | ---------- | -------------- | -------------- | ------------------ | -------------------------------------------------------- |
| 2015–2019     | Mr. Robot  | Sim            | Sim            | Sim                | Criador, roteirista (5 episódios), diretor (3 episódios) |
| 2018–presente | Homecoming | —              | Sim            | Sim                | Diretor e produtor executivo (10 episódios)              |

## Premiações
| Ano  | Premiação                              | Categoria                            | Trabalho  | Resultado |
| ---- | -------------------------------------- | ------------------------------------ | --------- | --------- |
| 2014 | Festival de Cinema de Los Angeles      | Melhor Narrativa                     | Comet     | Indicado  |
| 2015 | SXSW Film Audience Award 2015          | Prêmio do Público de Melhor Episodio | Mr. Robot | Venceu    |
| 2015 | Gotham Independent Film Awards 2015    | Série Dramática                      | Mr. Robot | Venceu    |
| 2015 | 2015 American Film Institute Awards    | Programa de Televisão do Ano2        | Mr. Robot | Venceu    |
| 2016 | Satellite Awards 2016                  | Melhor série de drama                | Mr. Robot | Indicado  |
| 2016 | Writers Guild Awards 2016              | Melhor série de drama                | Mr. Robot | Indicado  |
| 2016 | Writers Guild Awards 2016              | Série Revelação                      | Mr. Robot | Venceu    |
| 2016 | Prémios Globo de Ouro de 2016          | Melhor série de drama                | Mr. Robot | Venceu    |
| 2016 | Critics' Choice Television Awards 2016 | Melhor Série de Drama                | Mr. Robot | Venceu    |

## Ligação externa
- Sam Esmail. no IMDb.